# Sweet and Twenty (film 1909)
Sweet and Twenty è un cortometraggio muto del 1909 diretto da David W. Griffith. Prodotto e distribuito dalla Biograph Company, il film - girato a Greenwich, Connecticut - uscì nelle sale il 22 luglio 1909.

## Trama
L'innamoratissimo Franck, dopo una deliziosa passeggiata tra la natura primaverile insieme alla sua Alice, si presenta in punta di piedi a casa della sua ragazza. Vedendola di spalle, le si avvicina, baciandole i capelli: in quel momento, nella stanza entra la vera Alice che sorprende il fidanzato baciare la sorella. Equivocando il suo comportamento, lo accusa di leggerezza e tradimento. Lui, disperato, progetta di finire i suoi giorni annegandosi. Alla fine, capito lo sbaglio, Alice lo consolerà.

## Produzione
Il film fu prodotto dalla Biograph Company.

## Distribuzione
Distribuito dalla Biograph Company, il film - un cortometraggio di sei minuti - uscì nelle sale cinematografiche statunitensi il 22 luglio 1909. Nelle proiezioni, veniva programmato con il sistema dello split reel, accorpato in un'unica bobina con un altro cortometraggio prodotto dalla Biograph e diretto da Griffith, Jealousy and the Man.
Copia della pellicola viene conservata negli archivi del Museum of Modern Art .